# Liobagrus kingi
Liobagrus kingi es una especie de pez de la familia Amblycipitidae en el orden de los Siluriformes.

## Morfología
- Los machos pueden llegar alcanzar los 9,5 cm de longitud total.[2][3]

## Hábitat
Es un pez de agua dulce y de clima templado.

## Distribución geográfica
Se encuentran en Asia: Yunnan (China).